# Gonçalves Viana
Aniceto dos Reis Gonçalves Viana (Lisboa, 6 de janeiro de 1840 – 13 de setembro de 1914) foi um filólogo, linguista e lexicógrafo português. É considerado um dos maiores foneticistas portugueses. Fez a primeira descrição de conjunto do sistema fonético do português em 1883.
Foi um dos membros da Comissão de Reforma Ortográfica de 1911 e colaborou na Revista do Conservatório Real de Lisboa (1902).
Obras
- Essai de phonétique et de phonologie de la langue portugaise d'après le dialecte actuel de Lisbonne, 1883, separata de Romania, vol. 12, pp. 29-98.
- Exposição da pronúncia normal portuguesa para uso de nacionais e estrangeiros, 1892.
- Vocabulário ortográfico e ortoépico da língua portuguesa, 1909.
- Ortografia Nacional. Simplificação e uniformização sistemática das ortografias portuguesas, 1904.
- Vocabulário ortográfico e remissivo da língua portuguesa, 1912.
- Estudos de fonética portuguesa